# Malminkartanonhuippu
La  colline de Malminkartano (en finnois : Malminkartanonhuippu) ou colline de Kaarela (en finnois : Kaarelan huippu), est une colline située dans la section de Malminkartano à Helsinki en Finlande.

## Description
La colline de Malminkartano, est l'endroit le plus élevé d'Helsinki.
Elle culmine à environ 91 mètres d'altitude.
La colline de Malminkartano a été créée entre 1976 et 1996, lorsque les matériaux de construction excédentaires ont été entassés dans la partie nord de Malminkartano près de la frontière entre Helsinki et Vantaa.
La zone permet de faire du sport et d'observer la nature. Le sommet sert de point de vue. Les activités physiques actuelles comprennent la marche, la course, la promenade de chiens, le VTT et le ski.
Sur le versant oriental se trouve une piste de luge et la zone principale pour le cyclisme de descente.
Les escaliers vers le haut sont très fréquentés.
À côté du sommet, le terrain Malminkartanonkenttä est utilisé pour le patinage sur glace et le football.

## Coulée verte
Sur le côté ouest de la colline se trouve la zone industrielle de Konala.
La colline de Malminkartano fait partie d'une coulée verte, parfois appelée Länsipuisto, qui va jusqu'à Etelä-Haaga.
La coulée verte continue au nord de la colline de Malminkartano à Vapaala et Myyrmäki et continue vers le nord traversant le Kehä III jusqu'aux vastes champs et espaces verts des parties nord de l'ouest de Vantaa.
La coulée verte relie le parc central d'Helsinki au nord d'Espoo.
À l'ouest, la coulée est reliée à Lintuvaara d'Espoo, et plus loin à Laajalahti.

## Accès
Les escaliers menant au sommet partent du côté Est de la colline, près du terminus des lignes de bus 39N, 51 et 37 d'Helsinki.
Plusieurs bus régionaux (321, 322, 332, 345, 346) qui empruntent Vihdintie s'arrêtent de l'autre côté de la colline, où un sentier plus progresif mène au sommet de la colline.

## Galerie

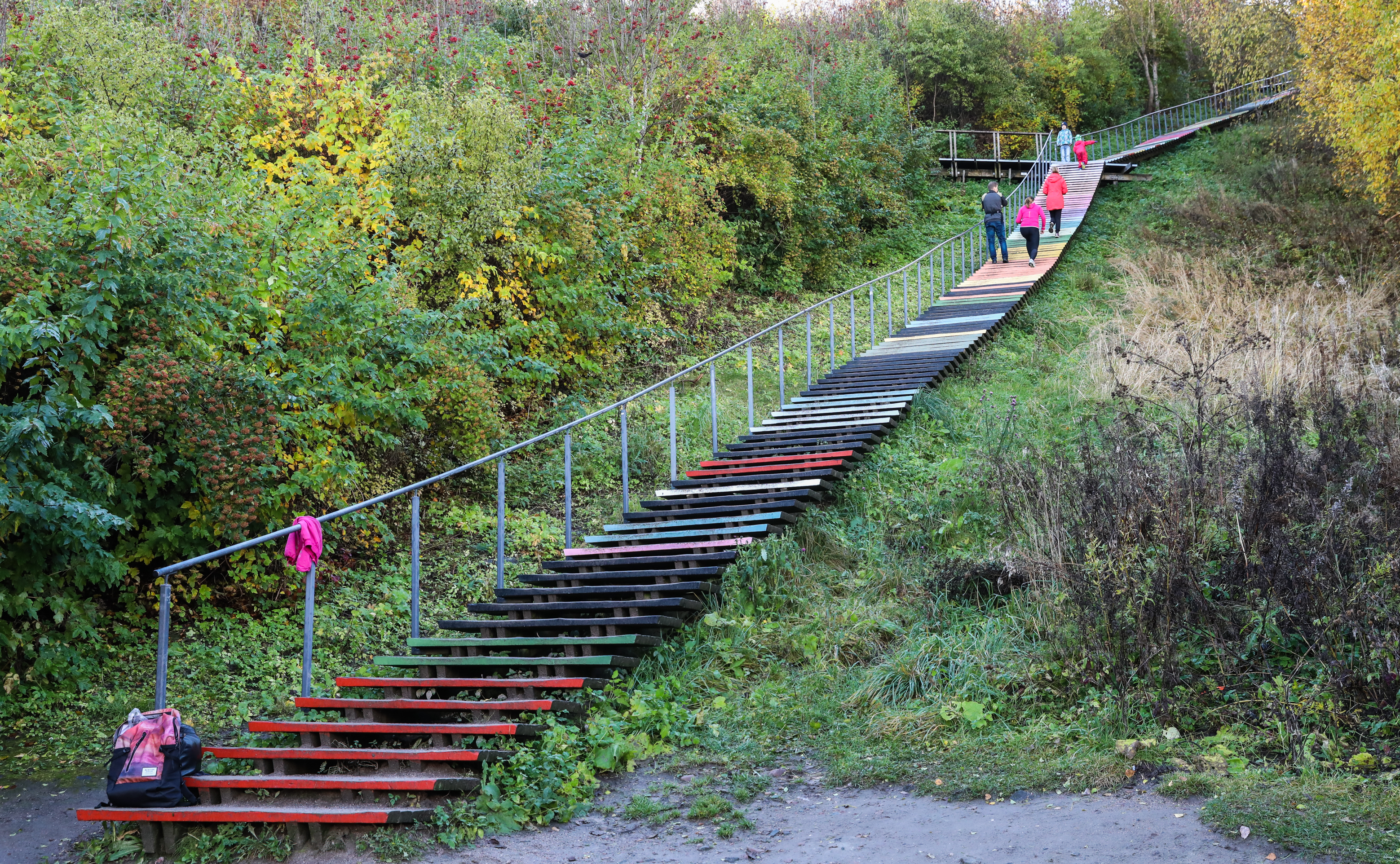
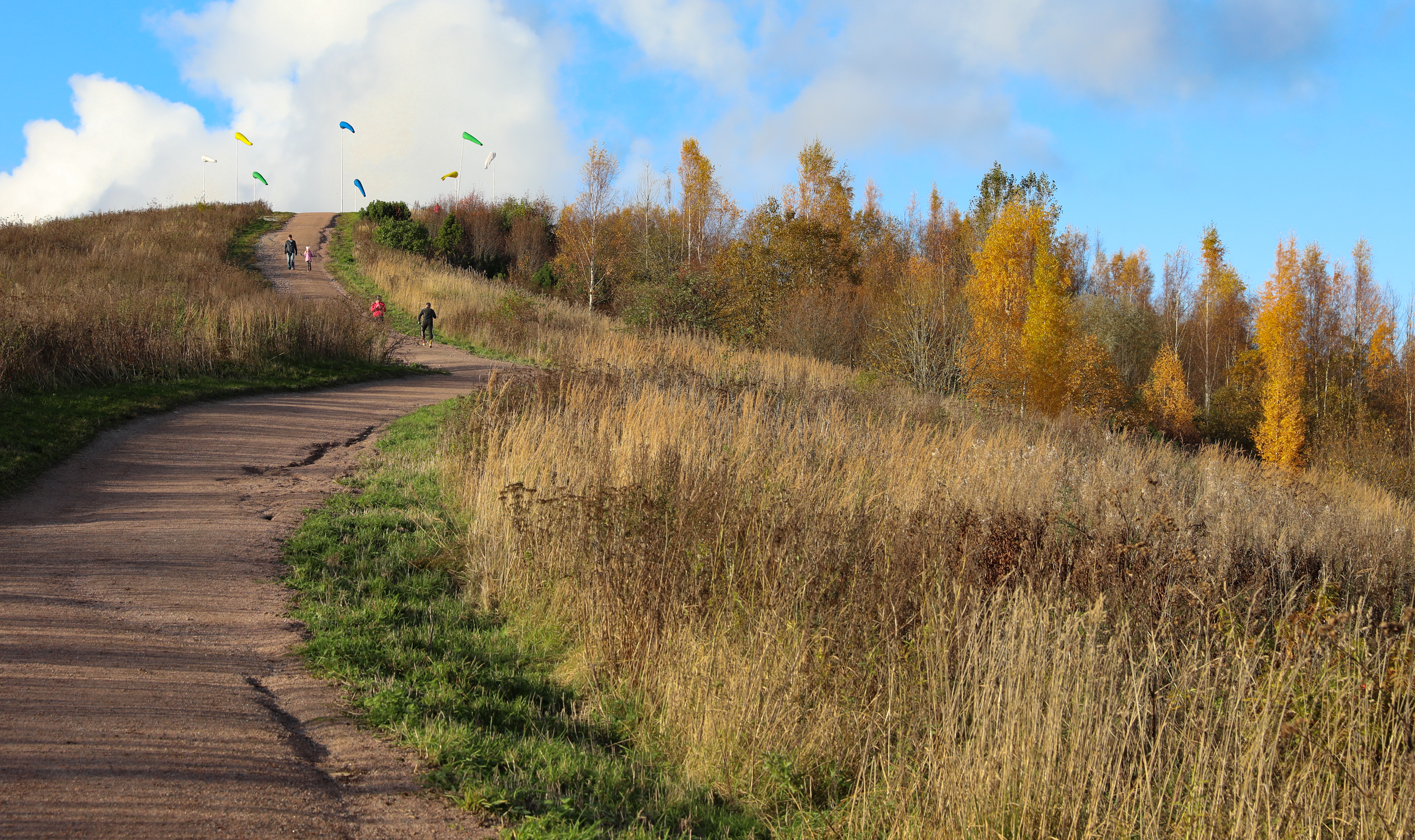
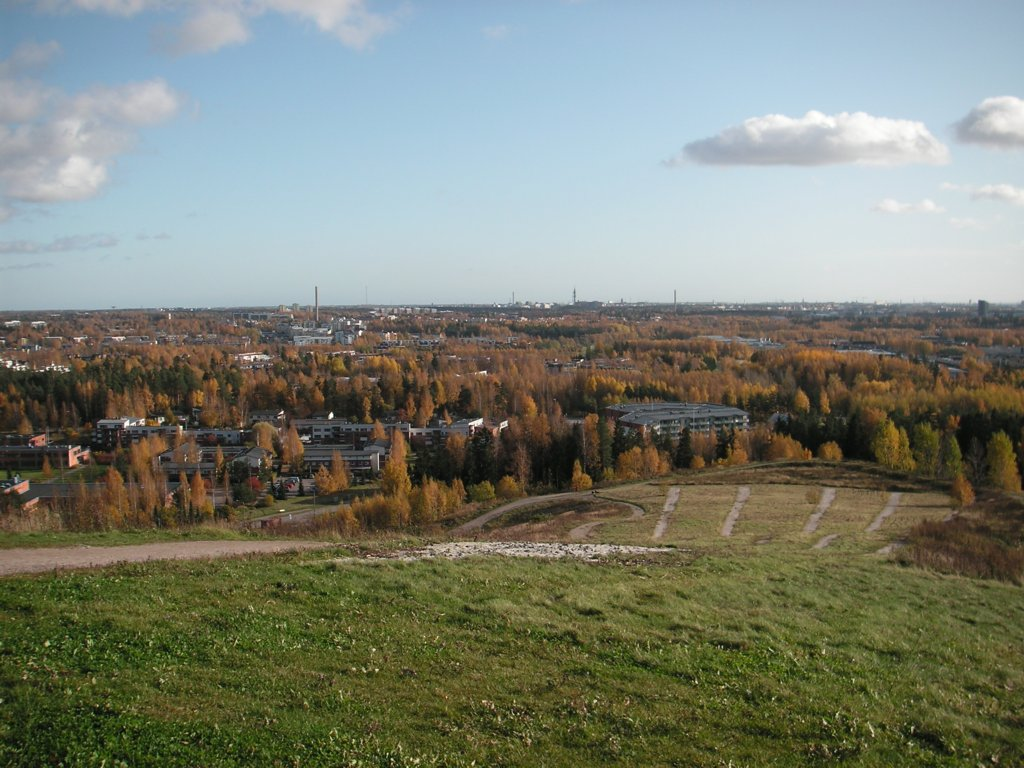
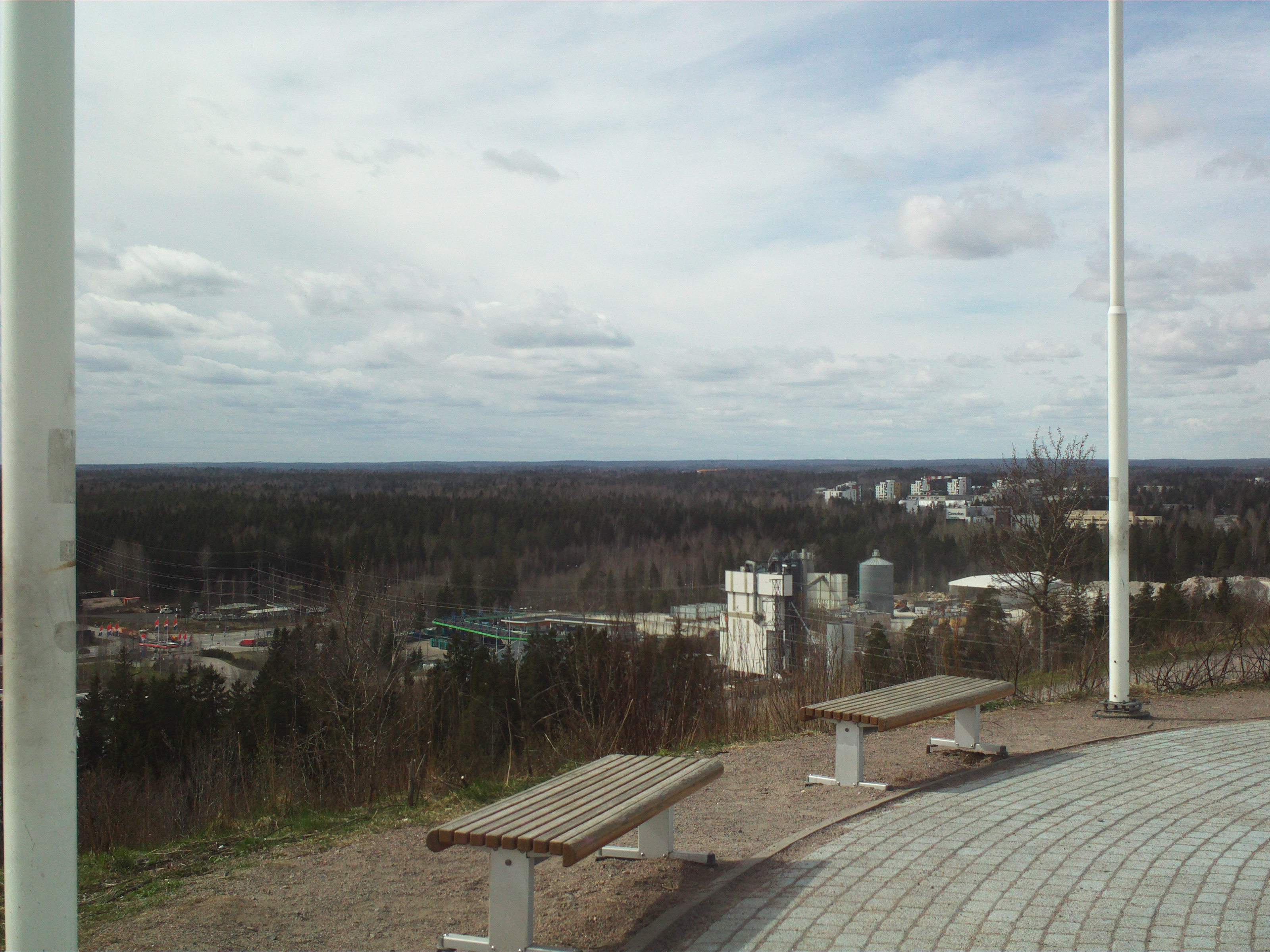